# تينزولين (تينزولين)
تينزولين هو دُوَّار يقع بجماعة تينزولين، إقليم زاكورة، جهة درعة تافيلالت في المملكة المغربية. ينتمي الدوّار لمشيخة تينزولين التي تضم 10 دواوير. يقدر عدد سكانه بـ 13 نسمة حسب الإحصاء الرسمي للسكان والسكنى لسنة 2004.

## روابط خارجية
- البوابة الوطنية للجماعات الترابية نسخة محفوظة 12 مارس 2018 على موقع واي باك مشين.
- المندوبية السامية للتخطيط